# Henriette Louise de Bourbon
Henriette Louise de Bourbon, Mademoiselle de Vermandois, född 1703, död 1772, var en fransk abbedissa, dotter till Louis av Bourbon, prins av Condé och Louise Françoise de Bourbon, Mademoiselle de Nantes, en illegitim dotter till kung Ludvig XIV av Frankrike. 
År 1725 var hon en av 99 kandidater som sattes upp på en lista över tänkbara brudar till Ludvig XV av Frankrike, och blev tillsammans med sin syster Élisabeth Alexandrine de Bourbon en av de sista två som återstod sedan listan först minskats till sjutton och sedan till fyra. Hon rekommenderades som den slutliga kandidaten framför sin syster av sin bror, premiärminister Louis Henri I de Bourbon därför att hon var vackrare än sin syster. Hennes bror förväntade att hon som drottning skulle vara en trogen allierad till honom och hans mätress Jeanne Agnès de Prie, och den senare besökte henne för att undersöka hennes karaktär. När hon skällde ut de Prie som orsaken till att hennes bror var hatad i hela Frankrike, drog dock denna och hennes bror tillbaka sitt stöd för hennes kandidatur, och Marie Leszczyńska valdes ut i stället.
Hon blev nunna i Abbaye Notre-Dame de Beaumont-lès-Tours år 1727, och dess abbedissa mellan 1733 och 1772.  